# Rose Coyle
Rose Veronica Coyle, née le 30 juillet 1914 est couronnée Miss America en 1936.

## Biographie
Elle est l'aînée des enfants de John Joseph Coyle, Jr. et Isabel (née Trainer) Coyle. Après une expérience dans le théâtre, elle s'inscrit et gagne, à l'âge de 22 ans, le titre de Miss Philadelphie, ce qui la conduit à Atlantic City et lui permet de remporter le titre de Miss America. En 1938, elle épouse Leonard Schlessinger, directeur général national des théâtres Warner Bros., avec qui elle a une fille, Diane. Après avoir perdu son mari, elle se remarie avec Robert Dingler.
Elle meurt le 24 février 1988 à Brookhaven en Pennsylvanie.

### Source de la traduction
- (en) Cet article est partiellement ou en totalité issu de l’article de Wikipédia en anglais intitulé « Rose Coyle » (voir la liste des auteurs).